# Vila Maior (Santa Maria da Feira)
Vila Maior ist ein Ort und eine ehemalige Gemeinde (Freguesia) im portugiesischen Kreis Santa Maria da Feira. Die Gemeinde hatte 1510 Einwohner (Stand 30. Juni 2011).
Am 29. September 2013 wurden die Gemeinden Vila Maior, Canedo und Vale zur neuen Gemeinde União das Freguesias de Canedo, Vale e Vila Maior zusammengeschlossen.